# 板倉奈智美

板倉 奈智美（いたくら なちみ、1975年6月17日 - ）は、大阪府出身のプロボウラー。JPBA公認A級インストラクター。
2003年にJPBA（日本プロボウリング協会）に36期生・ライセンス番号372としてプロ入りし、2021年末現在、JPBA公認トーナメントで7勝。
永久A級ライセンス保持者。用品契約はHI・SPORTS。右投げ。

## 来歴
- 13歳まで水泳をしており、水泳を引退後、母親の勧めでボウリングを始めた。師匠である西田一善との出会いによって技術面で急速な上達を果たし、高校3年生のときに全日本高校選手権で優勝した。
- 高校卒業後は、ボウリング場のアルバイトや一般企業のOLとして務めるが、1997年・22歳の時にナショナルチームに選抜されたことをきっかけに退職し、ボウリング中心の生活へと移行した。
- その後、国内のプロアマオープントーナメントでベストアマを多数獲得し、1999年・2000年には、国内アマチュアのナンバーワンを決定する全日本選抜選手権（NHK杯）を連覇した。また、海外では、2001年にワールドカップで日本人として初優勝を果たした。
- これらアマチュア時代の戦績が評価され、2003年、日本のプロボウリング史上初めて、実技試験免除でプロ入りした。
- プロデビューの年に全日本女子プロボウリング選手権で優勝し、翌年には同選手権を連覇するなど、プロ入り後も順調な活躍をしている。また、ボウリング革命 P★League（第1、2、4、5戦は選手として、第8戦は解説として）やCS放送のボウリング番組への出演といったメディアへの登場、全国各地でのプロチャレンジマッチの開催も多い。
- A級インストラクターのほか公認ボウリングコーチの資格も保有していてJBCの岩手県、福島県、福井県のコーチも務めたこともある。

## アマチュア時代のタイトル
- 1993年 第17回全日本高校選手権大会
- 1999年 第33回全日本選抜ボウリング選手権大会、第12回オールジャパンレディストーナメント・ヤング部門
- 2000年 第34回全日本選抜ボウリング選手権大会
- 2001年 第37回AMFワールドカップ

## プロ入り後のタイトル
- 2003年 第35回全日本女子プロボウリング選手権 優勝
- 2004年 第36回全日本女子プロボウリング選手権 優勝（２連覇）
- 2005年 第27回関西女子オープン、プロボウリングレディース新人戦 優勝
- 2006年 DHCツアー2005/2006第5戦 優勝
- 2007年 BIGBOX東大和カップ 優勝
- 2010年 第26回六甲クィーンズオープントーナメント 優勝

## プロ入り後のランキング
- 2004　ポイントランキング20位(1,399P)、アベレージランキング20位(205.10)、賞金ランキング9位(￥2,522,000)。
- 2005　ポイントランキング12位(2,820P)、アベレージランキング8位(209.62)、賞金ランキング11位以下。※詳細はJPBAのウェブサイトに資料なく不明
- 2006　ポイントランキング12位(2,730P)、アベレージランキング13位(210.23)、賞金ランキング11位(￥3,515,000）。
- 2007　ポイントランキング5位(4,504P)、アベレージランキング6位(212.67)、賞金ランキング6位(￥5,030,000)。
- 2008　ポイントランキング18位(2,203P)、アベレージランキング18位(209.77)、賞金ランキング13位(￥2,655,000)。
- 2009　ポイントランキング19位(1,912P)、アベレージランキング20位以下(208.37)、賞金ランキング20位以下(￥1,448,000)。※詳細はJPBAのウェブサイトに資料なく不明
- 2010　ポイントランキング5位(2,756P)、アベレージランキング5位(214.93)、賞金ランキング6位(￥2,640,000)。
- 2011　ポイントランキング24位(980P)、アベレージランキング19位(206.21)、賞金ランキング24位(￥784,000)。

## 契約スポンサー
- ハイスポーツ
- ファイテン